# Пхундави
Пхундави (груз. ფხუნდავი) — село в Грузии, в муниципалитете Душети края Мцхета-Мтианети. 

## География
Село расположено в северной части края, в 25 километрах по прямой к северу от центра муниципалитета Душети. Высота центра — 1040 метров над уровнем моря.

## Население
По данным переписи населения 2014 года, в селе проживало 9 человек.
| Год  | Население |
| ---- | --------- |
| 2002 | 9         |
| 2014 | 9         |